# Josip Pazman
Josip Pazman (Pakrác, 1863. február 18. – Zágráb, 1925. december 5.), horvát katolikus pap, teológus, filozófus, politikus, egyetemi tanár, a Zágrábi Egyetem rektora. Ismert horvát kánonista, a kánonjog ismerője és fordítója.

## Élete és munkássága
Pakracon született 1863-ban. Az elemi iskolát szülővárosában végezte, a középiskolát Pozsegában kezdte el, de utolsó osztályait már a zágrábi érseki szeminárium középiskolájában végezte. Az diploma 1883-as megszerzése után Rómába ment, ahol a Pápai Gergely Egyetemen filozófiát és teológiát tanult. Filozófiából 1887-ben, teológiából 1890-ben doktorált. Ezt követően egyházjogból szerzett diplomát. A római diák korában ismerte fel a Mária Kongregáció jelentőségét a katolikus fiatalok nevelésében, ezért 1897-ben megalapította a Mária Kongregációt a zágrábi felsővárosi gimnázium tanulói számára.
Tanulmányainak befejezése után 1890-ben visszatért Horvátországba, ahol Zágrábban, az Érseki Líceumban klasszikus filológiát tanított. A következő évben a Főegyházmegyei Szeminárium papságának vezetője lett. 1892-ben kormányhatározattal az alsó tagozatos iskolák kormánybiztosa lett. Két év után a Zágrábi Egyetem Hittudományi Kar Erkölcsteológiai Tanszékének helyettesítő tanára volt. 1896-ban ugyanezen a tanszéken lett docens. Pazman minőségi munkája felkeltette az egyházi hatóságok figyelmét. 1899-ben Posilović zágrábi érsek kinevezte proszinódusi vizsgabiztosnak a lelkészi vizsgán. Ennek az évtizednek a második felében a Glasnik Svetog Josipa egyházi kiadvány szerkesztője lett.
1900-ban ismét Rómában volt, ahol a Szent Jeromos Intézet igazgatója lett. A pápa rendelettel tiszteletbeli kanonokká és az Illír Káptalan rektorává, valamint a Szent Jeromos Intézet fogadójának vezetőjévé nevezte ki. Nagy szerepe volt a római Horvát Intézet létrehozásában, melynek alapszabály-tervezetét ő nyújtotta be Vannutelli bíborosnak. Horvátország érdekében végzett tevékenysége miatt az olasz hatóságok nemkívánatos külföldinek tartották, és ki akarták utasítani. Ezért nem sokkal 1901 decembere előtt visszatért Horvátországba.
Hazájába való visszatérése után a Zágrábi Egyetem Hittudományi Kar Erkölcsteológiai Tanszékének tanára volt. 1904-ben átvette a „Katolički list” szerkesztését. 1905-ben megalapította a Horvát Katolikus Sajtótársaságot. Társalapítója volt a Katolikus Kaszinónak. 1910-ben Edgar Leopolddal együtt elindította a „Bogoslovska smotra” című katolikus folyóiratot, melynek az első két évben szerkesztői is voltak. 1910-ben a Jogpárt színeiben, az újgradiskai kerület képviselőjeként beválasztották a horvát parlamentbe. Részt vett a tartományi jobboldali pártok képviselőit tömörítő, 1911. október 4-i Zágrábban tartott ülésen, amelyen megalakult az egyesült Jogpárt legfelsőbb vezetősége, melynek Pazmant a pénztárosává választották.
1912-ben befejezte a Katolički list szerkesztését. Ezt követően 1913-ig a Zágrábi Egyetem rektora volt. Az első világháború kitörése után aktívan részt vett a parlamenti vitákban. Támogatta Horvátország feltámasztásának gondolatát. Amikor 1917. május közepén az Osztrák Politikai Társaság meghívására az összes horvát, szerb és szlovén párt képviselői összegyűltek, hogy megvitassák a jugoszláv kérdést, néhány jobboldali képviselő, köztük Pazman és Dragutin Šafar is jelen volt. Pazman hangsúlyozta a horvátok és szlovének összefogásának fontosságát. Felhívta a figyelmet Isztria és a szlovén tengerpart kérdésére is.
Pazman és néhány képviselő támogatták Josip Stadler boszniai érseket, aki ellentétben a horvát katolikus papság egy részével ellenezte a Jugoszláv Képviselők Klubjának májusi nyilatkozatát (1917. május 30.) a Birodalmi Tanácsban. A Szlovének, Horvátok és Szerbek Országos Tanácsának megalakulásakor sem vett részt annak munkájában. Pazmant és más képviselőket nem hívták meg a tanácsba. Az ok az volt, hogy az utolsó pillanatig dolgoztak Ausztria életben tartásán. 1918. október 18-án az osztrák császárhoz mentek.
A háború után az általa szerkesztett lap, a Bogoslovska smotra a háború utáni bajok miatt csak két számmal jelent meg, majd leállt. 1919. március 25-én a rendőrök érkeztek a lakására és minden jogalap nélkül letartóztatták, lakásán házkutatást tartottak. 1920 februárjának végéig Stjepan Radić-csal és más horvát politikusokkal börtönben ült, de soha nem állították bíróság elé. A politikai nyomás ezután is folytatódott. Egyetemi állását elvesztette, mert politikai nézetei miatt 1919-ben nyugdíjazták. A börtönből való szabadulása után olyan tiszteletbeli egyházi feladatokat látott el, mint a „defensor matrimonii”, a „promoter iustitiae”, az egyházmegyei cenzor és mások. 1923-tól a zágrábi Szent Péter-templom plébánosa volt. Rendszeres résztvevője volt a Paulai Szent Vince-konferenciáknak. 1925-ben a pápa prelátusnak nevezte ki. 1925-ben halt meg.

## Főbb művei
- 1898-1899 között megírta a Boldogságos Szűz Mária, az Isten legszentebb anyja életét,
- 1900-ban az egyházi hagyományok és az egyházatyák levelei szerint megírta Szent József életét,
- Kéziratos hagyatéka nagy volt, de nem tudni, hova tűnt el. Kézirataiból csak a Szent Paulai Szent Vince Konferencia üléseinek jegyzőkönyvei maradtak fenn.

## Emlékezete
Az egyházi írók közül Ivan Miklenić, Matija Berljak, Juraj Magjerec, Ivica Zvonar és mások is írtak Josip Pazmanról.

## Fordítás
Ez a szócikk részben vagy egészben  a   Josip Pazman című horvát Wikipédia-szócikk ezen változatának fordításán alapul.  Az eredeti cikk szerkesztőit annak laptörténete sorolja fel. Ez a jelzés csupán a megfogalmazás eredetét és a szerzői jogokat jelzi, nem szolgál a cikkben szereplő információk forrásmegjelöléseként.